# Coppa delle Coppe 1986-1987 (pallacanestro maschile)
La Coppa delle Coppe 1986-1987 di pallacanestro maschile venne vinta dal Cibona Zagabria.

## Risultati

### Primo turno
| Squadra 1           | Totale    | Squadra 2               | Andata | Ritorno |
| ------------------- | --------- | ----------------------- | ------ | ------- |
| Steiner Bayreuth    | 151 - 145 | Panathinaikos Atene     | 84-71  | 67-74   |
| Polycell Kingston   | 189 - 195 | Maes Pils Mechelen      | 99-91  | 90-104  |
| Sparkasse Innsbruck | 133 - 168 | Balkan Botevgrad        | 62-78  | 71-90   |
| Efes Pilsen         | 179 - 147 | Champel Ginevra         | 91-75  | 88-72   |
| APOEL Nicosia       | 74 - 202  | Nová huť Ostrava        | 36-97  | 38-105  |
| Soleuvre            | 139 - 233 | ASVEL Lyon-Villeurbanne | 78-117 | 61-116  |

### Ottavi di finale
| Squadra 1        | Totale    | Squadra 2               | Andata | Ritorno |
| ---------------- | --------- | ----------------------- | ------ | ------- |
| Steiner Bayreuth | 157 - 190 | Maes Pils Mechelen      | 83-85  | 74-105  |
| Balkan Botevgrad | 146 - 153 | Efes Pilsen             | 85-77  | 61-76   |
| KTP-Basket       | 192 - 196 | Nová huť Ostrava        | 105-86 | 87-110  |
| Hapoel Holon     | 140 - 151 | ASVEL Lyon-Villeurbanne | 86-76  | 54-75   |
| Bajai            | 142 - 167 | CSKA Mosca              | 58-84  | 84-83   |

Scavolini Pesaro, Ram Joventut e Cibona Zagabria qualificate automaticamente ai quarti.

### Quarti di finale

#### Gruppo A
|    | Squadra                 | G | V | P | PF  | PS  | Dif  | P.ti |
| -- | ----------------------- | - | - | - | --- | --- | ---- | ---- |
| 1. | CSKA Mosca              | 6 | 5 | 1 | 589 | 468 | +121 | 11   |
| 2. | ASVEL Lyon-Villeurbanne | 6 | 3 | 3 | 511 | 520 | -9   | 9    |
| 3. | Ram Joventut            | 6 | 3 | 3 | 575 | 551 | +26  | 9    |
| 4. | Nová huť Ostrava        | 6 | 1 | 5 | 447 | 583 | -146 | 7    |

#### Gruppo B
|    | Squadra            | G | V | P | PF  | PS  | Dif  | P.ti |
| -- | ------------------ | - | - | - | --- | --- | ---- | ---- |
| 1. | Cibona Zagabria    | 6 | 6 | 0 | 668 | 517 | +151 | 12   |
| 2. | Scavolini Pesaro   | 6 | 2 | 4 | 559 | 535 | +24  | 8    |
| 3. | Efes Pilsen        | 6 | 2 | 4 | 480 | 552 | -72  | 8    |
| 4. | Maes Pils Mechelen | 6 | 2 | 4 | 538 | 641 | -103 | 8    |

|  | Qualificate alle semifinali |
|  | Eliminata                   |

### Semifinali
| Squadra 1               | Totale    | Squadra 2        | Andata  | Ritorno |
| ----------------------- | --------- | ---------------- | ------- | ------- |
| CSKA Mosca              | 195 - 204 | Scavolini Pesaro | 107-105 | 88-99   |
| ASVEL Lyon-Villeurbanne | 175 - 207 | Cibona Zagabria  | 82-98   | 93-109  |

### Finale
| Squadra 1       | Risultato | Squadra 2        |
| --------------- | --------- | ---------------- |
| Cibona Zagabria | 89 - 74   | Scavolini Pesaro |

| Coppa delle Coppe 1986-1987 |
| --------------------------- |
| Cibona Zagabria 2º titolo   |

## Formazione vincitrice
| N° | Naz.                  | Ruolo | Sportivo          |  | Alt. |  |
| -- | --------------------- | ----- | ----------------- |  | ---- |  |
| 4  | Jugoslavia (bandiera) | AG    | Mihovil Nakić     |  |      |  |
| 5  | Jugoslavia (bandiera) | P     | Aza Petrović      |  |      |  |
| 6  | Jugoslavia (bandiera) | P     | Adnan Bečić       |  |      |  |
| 7  | Jugoslavia (bandiera) | A     | Zoran Čutura      |  |      |  |
| 8  | Jugoslavia (bandiera) | P     | Damir Pavličević  |  |      |  |
| 10 | Jugoslavia (bandiera) | G     | Dražen Petrović   |  |      |  |
| 11 | Jugoslavia (bandiera) | C     | Andro Knego       |  |      |  |
| 12 | Jugoslavia (bandiera) | C     | Branko Vukičević  |  |      |  |
| 13 | Jugoslavia (bandiera) | A     | Sven Ušić         |  |      |  |
| 14 | Jugoslavia (bandiera) | AP    | Danko Cvjetićanin |  |      |  |
| 15 | Jugoslavia (bandiera) | C     | Franjo Arapović   |  |      |  |
| 15 | Jugoslavia (bandiera) | C     | Ivan Šoštarec     |  |      |  |
|    | Jugoslavia (bandiera) | C     | Nebojša Razić     |  |      |  |
|    | Jugoslavia (bandiera) | All.  | Janez Drvarić     |  |      |  |
|    | Jugoslavia (bandiera) | All.  | Mirko Novosel     |  |      |  |